# Ndumbe Eyoh
Hansel Ndumbe Eyoh, né le 5 novembre 1949 à Kurume et mort le 7 septembre 2006 à Yaoundé,., est un metteur en scène, critique dramatique et dramaturge camerounais, professeur d'arts théâtraux à l'Université de Yaoundé.

## Biographie
Ndumbe Eyoh est né à Kurume, dans le département de la Meme de la région du Sud-Ouest du Cameroun. Il est le fils de Eyoh Martin Makia et de Motuba Esther Maoh.
Il fréquente le St. Joseph's College de Buéa entre 1963 et 1968, où il obtient son GCE Ordinary Level. Puis il continue au Government Teachers’ Training College de Kumba entre 1968 et 1969 . Après deux ans d'enseignement à domicile, il obtient son GCE Advanced Level. En 1970, il s'inscrit à l'Université de Yaoundé, où il étudie les Lettres modernes anglaises, obtient une Licence en 1973. À partir de 1973, il passe quelques années à la School of Drama de l'Université de Leeds en Angleterre et y obtient un doctorat en 1979. 
Il rejoint le corps enseignant de l'Université de Yaoundé I, et devient professeur d'université en Juin 2001 .
Il est mort le 7 septembre 2006 à Yaoundé.

## Ouvrages
- World Encyclopedia of Contemporary Theatre: Africa (en 1997) par Ousmane Diakhate (éditeur) et Hansel Ndumbe Eyoh (éditeur) [4].
- Munyenge (en 1989): un Jeu d'enfants, Joué au premier festival mondial de théâtre pour enfants à Lingen, Allemagne [5].
- The Magic Fruit, en 1991 [6].
- From Hammock to Bridges.